# تکیه‌گاه حضرت ابوالفضل

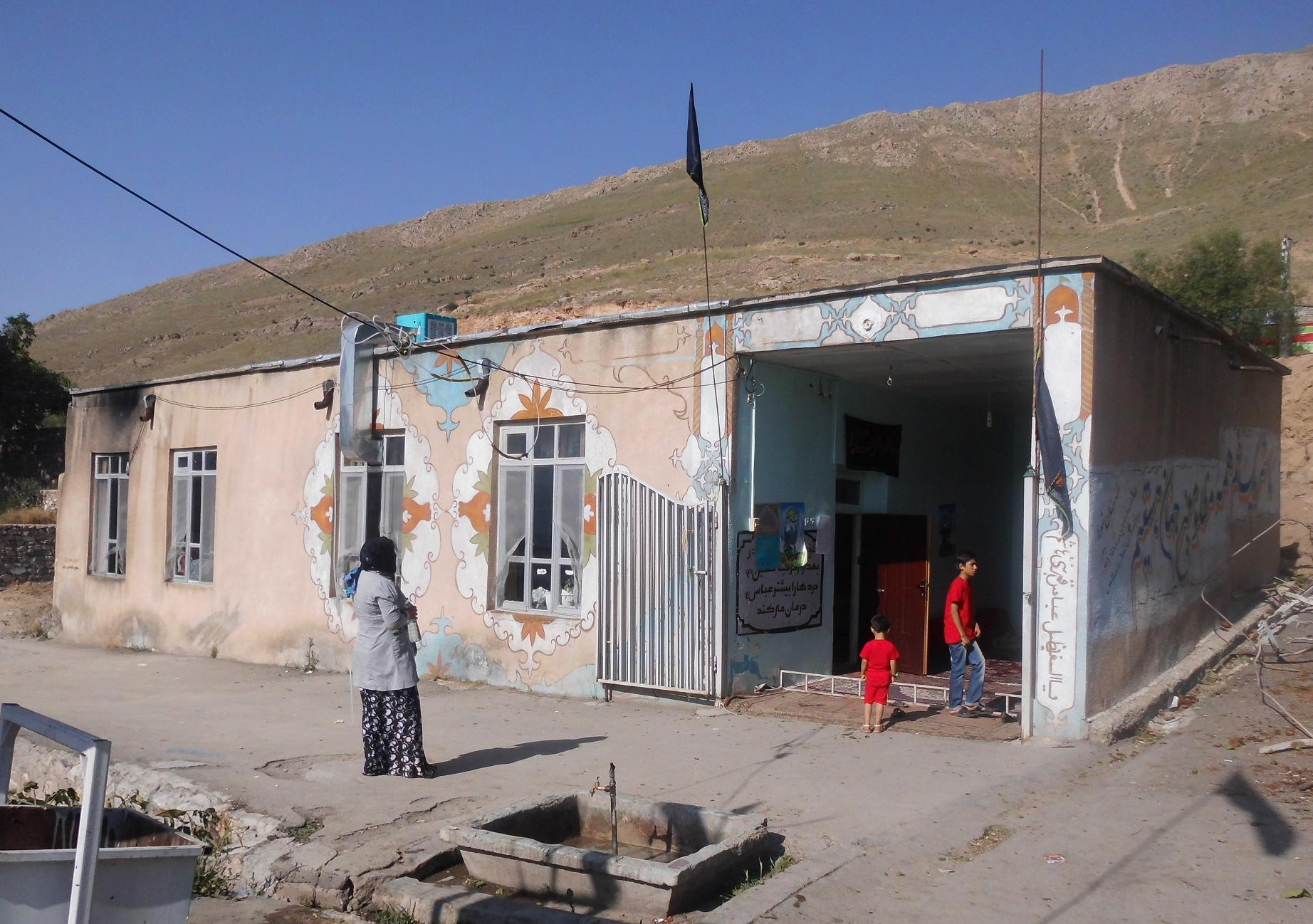
نمای بیرونی تکیه گاه حضرت ابالفضل خوی

تکیه‌گاه حضرت ابوالفضل (به ترکی آذربایجانی: ابوالفضل اوجاغی) در فاصله ۳۱ کیلومتری شمال شرقی خوی قرار گرفته که پس از جدایی بخش قره ضیاالدین از شهرستان خوی و تبدیل آن به شهرستان، هم‌اکنون در حوزه استحفاظی این شهر قرار گرفته‌است. ساختمان تکیه گاه مربوط به نزدیک ۸۰سال پیش است که طرح نوسازی آن در دست اجرا است.

## کرامات
نقل است دو برادر در روستای حمزیان که در اطرف این زیارتگاه قرار دارد در مزرعه گندم خود اختلاف مالکیت در حدود داشتند که یکی از آن‌ها اعتقاد خاصی به حضرت ابوالفضل داشت سنگی را مبنای تفکیک مزرعه خود قرار می‌دهد و زمین خود را وقف حضرت ابوالفضل{ع} میکند،برادر بعدی که میخواست حیله کند نیمه شب سنگ را از جای خود برداشته و به منفعت خودش سنگ را جلوتر میگذارد تا سهم او زیادتر شود ، وقتی فردای ان روز نیمه شب می خواست سری به انجا بزند مشاهده میکند سنگ به جای قبلی برگشته و باز همین کار را میکند و ۳روز پی در پی این اتفاق میفتد که در اخر او نیز ماجرا را با برادرش در میان گذاشته و همه چیز را میگوید و ۲برادر این مکان را وقف حضرت ابوالفضل میکنند
هم اکنون این سنگ داخل صندوقی قرار گرفته که دور آن زیارتگاه به نیت حضرت ابوالفضل است. به علت وجود سنگ در این مکان از عنوان تکیه گاه برای این مکان استفاده می‌شود و از کاربرد لفظ زیارتگاه پرهیز می‌شود. این مکان  به پاسگاه پلیس، بازار و فضای سبز از درختان گردو و پارکینگ و کشتارگاه مجهز می‌باشد. علاوه بر شهرستان خوی بخش عمده‌ای از زائران از شهرهای شمال استان آذربایجان غربی هستند. اتاق‌هایی دراین تکیه‌گاه برای بیتوته و اقامت شبانه مسافران اجاره داده می‌شود.